# Episodi di Cyborg 009
Dal manga Cyborg 009 sono state tratte tre serie televisive anime prodotte da Toei Animation rispettivamente nel 1968, 1979 e 2001.

## Episodi diCyborg 009(1968)
| Nº | Titolo italiano (traduzione letterale) Giapponese 「Kanji」 - Rōmaji                                        | In onda           | In onda |
| Nº | Titolo italiano (traduzione letterale) Giapponese 「Kanji」 - Rōmaji                                        | Giapponese        |         |
| 1  | L'isola dei mostri spaventosi 「恐怖の怪人島」 - Kyōfu no kaijin shima                                      | 5 aprile 1968     |         |
| 2  | La sfida di X 「Ｘの挑戦」 - X no chōsen                                                                    | 12 aprile 1968    |         |
| 3  | Resa dei conti in Antartide 「南極の対決」 - Nankyoku no taiketsu                                           | 19 aprile 1968    |         |
| 4  | Il demone spaziale 「宇宙魔人」 - Uchū majin                                                                | 26 aprile 1968    |         |
| 5  | Ah, Kubikuro 「あゝクビクロ」 - Ā, Kubikuro                                                                 | 3 maggio 1968     |         |
| 6  | Operazione di salvataggio del re di Galaria 「ガラリア王救出作戦」 - Gararia-ō kyūshutsu sakusen            | 10 maggio 1968    |         |
| 7  | Lo scuolabus scomparso 「消えたスクールバス」 - Kieta sukūru basu                                           | 17 maggio 1968    |         |
| 8  | La ragazza dagli occhi dorati 「金色の目の少女」 - Kiniro no me no shōjo                                    | 24 maggio 1968    |         |
| 9  | Il diavolo cammina di notte 「悪魔は夜歩く」 - Akuma wa yoru aruku                                          | 31 maggio 1968    |         |
| 10 | Palazzo d'oro sottomarino 「海底の黄金宮殿」 - Chitei no kogane kyūden                                      | 7 giugno 1968     |         |
| 11 | Il leone d'oro 「黄金のライオン」 - Kogane no raion                                                         | 14 giugno 1968    |         |
| 12 | Il gigante nel cielo 「天かける巨人」 - Ten kakeru kyojin                                                   | 21 giugno 1968    |         |
| 13 | Il segreto del castello del diavolo 「悪魔城の秘密」 - Akuma jō no himitsu                                  | 28 giugno 1968    |         |
| 14 | Il deserto maledetto 「呪われた砂漠」 - Norowareta sabaku                                                   | 5 luglio 1968     |         |
| 15 | Il tragico uomo bestia 「悲劇の獣人」 - Higeki no kemono hito                                               | 12 luglio 1968    |         |
| 16 | Il fantasma del Pacifico 「太平洋の亡霊」 - Taiheiyō no Bōrei                                               | 19 luglio 1968    |         |
| 17 | L'alleanza fantasma 「幽霊同盟」 - Yūrei dōmei                                                              | 26 luglio 1968    |         |
| 18 | Mio padre è l'apostolo del diavolo 「わが父は悪魔の使徒」 - Waga chichi wa akuma no shito                   | 2 agosto 1968     |         |
| 19 | Il terrificante sottomarino nucleare Seasnake 「恐怖の原潜シースネィク号」 - Kyōfu no gensen shī suneiku-gō | 9 agosto 1968     |         |
| 20 | La fuga infinita 「果てしなき逃亡」 - Hateshinaki tōbō                                                      | 16 agosto 1968    |         |
| 21 | L'esercito di cavalleria fantasma 「幻の騎馬軍団」 - Maboroshi no kiba gun-dan                              | 23 agosto 1968    |         |
| 22 | Il demone della vendetta (prima parte) 「復讐鬼（前編）」 - Fukushū oni (zenpen)                            | 30 agosto 1968    |         |
| 23 | Il demone della vendetta (seconda parte) 「復讐鬼（後編）」 - Fukushū oni (koohen)                          | 6 settembre 1968  |         |
| 24 | Una persona molto impegnativa 「非常な挑戦者」 - Hijō na chōsen-sha                                         | 13 settembre 1968 |         |
| 25 | Rivivere! Fenice 「よみがえれ！不死鳥」 - Yomigaere! Fushichō                                               | 20 settembre 1968 |         |
| 26 | I guerrieri della pace non muoiono mai 「平和の戦士は死なず」 - Heiwa no senshi wa shinazu                  | 27 settembre 1968 |         |

## Episodi diCyborg - I nove supermagnifici(1979)
- Registi episodi:
  - Kazuyuki Hirokawa (ep. 1, 4, 7, 10, 13, 16, 18, 23, 26, 30, 34, 38)
  - Toshifumi Takizawa (ep.2, 5, 8, 11, 14, 17, 20, 24, 28, 31, 35, 39, 43, 47)
  - Susumu Miura (ep. 3, 6, 9, 12, 19, 22, 25, 29, 32, 36, 40, 44, 48, 49)
  - Takeyuki Suzuki (ep. 33, 37, 41, 45)
  - Yoshiaki Yoshida (ep. 15, 21, 27)
  - Susumu Ishizaki (ep. 42, 46, 50)
- Sceneggiatura:
  - Akiyoshi Sakai (ep. 2, 6-10, 16, 18, 20, 25, 30, 37, 42, 44, 47-50)
  - Masaki Tsuji (ep. 1, 3, 4, 12, 19, 32, 39, 43)
  - Yoshiaki Yoshida (ep. 13, 15, 17, 22, 28, 35, 45)
  - Kazuya Yamazaki (ep. 23, 24, 31, 36)
  - Sakurai Masaaki (ep. 21, 29, 38, 40, 46)
  - Toyohiro Ando (ep. 27, 34, 41)
  - Sōji Yoshikawa (ep. 11, 14)
  - Ariyoshi Sato (ep. 26, 33)
  - Yasuo Yamaguchi (ep. 5)
- Storyboard principali: Toshifumi Takizawa, Toowa Yamaguchi, Hiroshi Yoshida, Hidefumi Nishimaki, Keiichiro Mochizuki, Yuji Nunokawa, Tadashi Nitta

| Nº | Titolo italiano Giapponese 「Kanji」 - Rōmaji                                                              | In onda           | In onda          |
| Nº | Titolo italiano Giapponese 「Kanji」 - Rōmaji                                                              | Giapponese        | Italiano         |
| 1  | Il risveglio degli dei 「よみがえった神々」 - yomigaet ta kami                                             | 20 febbraio 1979  | 6 marzo 1979     |
| 2  | Addormentato nel ghiaccio 「氷にねむる巨人」 - koori ni nemuru kyojin                                      | 27 febbraio 1979  | 1979             |
| 3  | Il gigante dell'arco di trionfo 「凱旋門の鬼」 - gaisen mon no oni                                         | 6 marzo 1979      | 1979             |
| 4  | La stella d'Africa 「誇りに燃えよアフリカの星」 - hokori ni moeyo afurika no hoshi                         | 13 marzo 1979     | 1979             |
| 5  | I giganti dell'Isola di Pasqua 「巨人よ眠れ伝説の中に」 - kyojin yo nemure densetsu no naka ni             | 20 marzo 1979     | 1979             |
| 6  | Le lacrime della dea 「女神の涙なんかほしくない」 - megami no namida nanka hoshiku nai                     | 27 marzo 1979     | 1979             |
| 7  | La trappola 「神々の罠」 - kami? no wana                                                                   | 3 aprile 1979     | 1979             |
| 8  | Il violino d'amore 「愛に響けバイオリン」 - ai ni hibike baiorin                                           | 10 aprile 1979    | 1979             |
| 9  | Il villaggio dell'albero cosmico 「宇宙樹の村が呼んでいる」 - uchū ju no mura ga yon de iru                | 17 aprile 1979    | 1979             |
| 10 | Amicizia nel West 「大西部に散った友情」 - dai seibu ni chit ta yūjoo                                      | 24 aprile 1979    | 1979             |
| 11 | Il fantasma di Hitler 「よみがえった幻の総統」 - yomigaet ta maboroshi no sootoo                           | 1º maggio 1979    | data sconosciuta |
| 12 | Il campione del mondo 「闘うマシーンにはさせない！」 - tatakau mashiin ni wa sa se nai!                    | 8 maggio 1979     | data sconosciuta |
| 13 | Assassino nell'ombra 「姿なき暗殺者」 - sugata naki ansatsu sha                                            | 15 maggio 1979    | data sconosciuta |
| 14 | Il ragazzo di Atlantide 「イルカにのった少年」 - iruka ni not ta shoonen                                   | 22 maggio 1979    | data sconosciuta |
| 15 | Le liane giganti 「恐怖の異常植物」 - kyoofu no ijoo shokubutsu                                            | 29 maggio 1979    | data sconosciuta |
| 16 | Duello nel West-Side 「ウエストサイドの決闘」 - uesuto saido no kettoo                                     | 5 giugno 1979     | data sconosciuta |
| 17 | Tragedia nel secolo 「阻止せよ！Ｘの悲劇」 - soshi seyo! X no higeki                                       | 12 giugno 1979    | data sconosciuta |
| 18 | Cuore di vampiro 「我が心の吸血鬼」 - waga kokoro no kyūketsuki                                            | 26 giugno 1979    | data sconosciuta |
| 19 | L'isola divoratrice di uomini 「人食いメルヘンランド」 - hito gui meruhen rando                            | 3 luglio 1979     | data sconosciuta |
| 20 | Un amore impossibile 「裏切りの砂漠」 - uragiri no sabaku                                                  | 10 luglio 1979    | data sconosciuta |
| 21 | Il sonno del dinosauro 「永遠に眠れ恐竜ディノニクス」 - eien ni nemure kyooryū dinonikusu                  | 17 luglio 1979    | data sconosciuta |
| 22 | Ultimatum 「ネオ・ブラックゴーストの挑戦」 - neo. burakku goosuto no choosen                               | 24 luglio 1979    | data sconosciuta |
| 23 | Operazione V-2 「死闘！Ｖ２作戦」 - shitoo! V 2 sakusen                                                    | 31 luglio 1979    | data sconosciuta |
| 24 | Conferenza della pace 「世界平和会議を守れ！」 - sekai heiwa kaigi o mamore!                               | 7 agosto 1979     | data sconosciuta |
| 25 | Bomba umana 「優しきぼくらの父ギルモア」 - yasashiki boku ra no chichi girumoa                             | 14 agosto 1979    | data sconosciuta |
| 26 | Morte alla frontiera 「追え！熱砂の武器ルート」 - oe! nessa no buki rūto                                   | 28 agosto 1979    | data sconosciuta |
| 27 | Lunga vita alla principessa 「美しく生きよ！愛しき王女」 - utsukushiku ikiyo! itoshiki oojo                | 4 settembre 1979  | data sconosciuta |
| 28 | Distruggete il regno dei Cyborg 「サイボーグ帝国をたたけ！」 - saiboogu teikoku o tatake!                  | 11 settembre 1979 | data sconosciuta |
| 29 | La corsa per la pace 「走れ!オスカー、平和を胸に！」 - hashire! osukaa, heiwa o mune ni!                   | 25 settembre 1979 | data sconosciuta |
| 30 | Sulle orme del padre 「ジョー！父さんを追え！」 - joo! toosan o oe!                                        | 2 ottobre 1979    | data sconosciuta |
| 31 | Il fuoriclasse brasiliano 「必殺キック！決死の暗殺サッカー」 - hissatsu kikku! kesshi no ansatsu sakkaa    | 9 ottobre 1979    | data sconosciuta |
| 32 | Crociera di lusso 「豪華客船フェアリー号の罠」 - gooka kyakusen fearii goo no wana                         | 16 ottobre 1979   | data sconosciuta |
| 33 | Un ragazzo solo 「一人ぼっちの少年」 - hitoribocchi no shoonen                                             | 30 ottobre 1979   | data sconosciuta |
| 34 | La campana dell'amore suonera' domani 「あした鳴れ愛の鐘」 - ashita nare ai no kane                        | 6 novembre 1979   | data sconosciuta |
| 35 | Un triste ricordo 「悲しき友情のケルン」 - kanashiki yūjoo no kerun                                        | 20 novembre 1979  | data sconosciuta |
| 36 | Battaglia al casino' 「カジノ攻防戦！イカサマには替え玉を」 - kajino kooboo sen! ika sama ni wa kaedama o  | 27 novembre 1979  | data sconosciuta |
| 37 | Fuga dalla giungla 「大森林からの脱出」 - dai shinrin kara no dasshutsu                                    | 4 dicembre 1979   | data sconosciuta |
| 38 | La rivolta degli animali 「百獣の王ライオン野生の雄叫び」 - hyakujū no oo raion yasei no otakebi           | 11 dicembre 1979  | data sconosciuta |
| 39 | Un attore dilettante 「大根役者に乾杯！」 - daikon yakusha ni kanpai!                                      | 18 dicembre 1979  | data sconosciuta |
| 40 | L'ultima corsa 「スピードに命を賭けた男」 - supiido ni inochi o kake ta otoko                              | 25 dicembre 1979  | data sconosciuta |
| 41 | Tragico equivoco 「悲しみは海の彼方に」 - kanashimi wa umi no kanata ni                                    | 8 gennaio 1980    | data sconosciuta |
| 42 | Alla ricerca dei genitori 「イワン,父を求めて…」 - iwan, chichi o motome te?                               | 15 gennaio 1980   | data sconosciuta |
| 43 | Il segreto dei tre fratelli 「あばけ!三兄弟の秘密」 - abake! san kyoodai no himitsu                        | 22 gennaio 1980   | data sconosciuta |
| 44 | L'isola della morte 「ネオ・ブラックゴーストの尻尾をつかめ！」 - neo. burakku goosuto no shippo o tsukame! | 29 gennaio 1980   | data sconosciuta |
| 45 | Il messia d'oriente (prima parte) 「東洋のイエス（前編）」 - tooyoo no iesu (zenpen)                       | 5 febbraio 1980   | data sconosciuta |
| 46 | Il messia d'oriente (seconda parte) 「東洋のイエス（後編）」 - tooyoo no iesu (koohen)                     | 12 febbraio 1980  | 1980             |
| 47 | Il mistero dei quattro (prima parte) 「四つ子の謎（前編）」 - yottsu ko no nazo (zenpen)                   | 19 febbraio 1980  | 1980             |
| 48 | Il mistero dei quattro (seconda parte) 「四つ子の謎（後編）」 - yottsu ko no nazo (koohen)                 | 26 febbraio 1980  | 1980             |
| 49 | Progetto Shangri-La 「倒せ!恐怖のシャングリラ計画」 - taose! kyoofu no shangurira keikaku                  | 4 marzo 1980      | 1980             |
| 50 | La caduta dei fantasmi neri 「ネオ・ブラックゴーストの最期」 - neo. burakku goosuto no saigo               | 11 marzo 1980     | 25 marzo 1980    |

## Episodi diCyborg 009: The Cyborg Soldier(2001)
| Nº | Giapponese 「Kanji」 - Rōmaji | In onda           | In onda |
| Nº | Giapponese 「Kanji」 - Rōmaji | Giapponese        |         |
| 1  | 「誕生」 - tanjoo | 14 ottobre 2001   |         |
| 2  | 「脱出」 - dasshutsu | 21 ottobre 2001   |         |
| 3  | 「閃光の暗殺者」 - senkoo no ansatsu sha | 28 ottobre 2001   |         |
| 4  | 「死闘の果てに」 - shitoo no hate ni | 4 novembre 2001   |         |
| 5  | 「鋼鉄の涙」 - kootetsu no namida | 11 novembre 2001  |         |
| 6  | 「消えた博士を追え！」 - kie ta hakase o oe! | 18 novembre 2001  |         |
| 7  | 「見えない敵を撃て」 - mie nai teki o ute | 25 novembre 2001  |         |
| 8  | 「トモダチ」 - tomodachi | 2 dicembre 2001   |         |
| 9  | 「深海の悪魔」 - shinkai no akuma | 9 dicembre 2001   |         |
| 10 | 「オーロラ作戦」 - oorora sakusen | 16 dicembre 2001  |         |
| 11 | 「幻影の聖夜（イヴ）」 - genei no seiya (ivu) | 23 dicembre 2001  |         |
| 12 | 「なぞの無人島」 - nazo no mujintoo | 6 gennaio 2002    |         |
| 13 | 「倫敦（ロンドン）の霧」 - rondon (rondon) no kiri | 13 gennaio 2002   |         |
| 14 | 「再会の地で」 - saikai no chi de | 20 gennaio 2002   |         |
| 15 | 「さらば友よ」 - saraba tomo yo | 27 gennaio 2002   |         |
| 16 | 「突入」 - totsunyū | 3 febbraio 2002   |         |
| 17 | 「決戦」 - kessen | 10 febbraio 2002  |         |
| 18 | 「再会の地で」 - saikai no chi de | 17 febbraio 2002  |         |
| 19 | 「悪の化石」 - aku no kaseki | 24 febbraio 2002  |         |
| 20 | 「まぼろしの犬」 - ma boroshi no inu | 3 marzo 2002      |         |
| 21 | 「英雄（ヒーロー）の条件」 - eiyū (hiiroo) no jooken | 10 marzo 2002     |         |
| 22 | 「ミュートス編 神々の来襲」 - myūtosu hen shin? no raishū | 17 marzo 2002     |         |
| 23 | 「ミュートス編 そびえ立つ神話」 - myūtosu hen sobietatsu shinwa | 24 marzo 2002     |         |
| 24 | 「ミュートス編 アルテミス」 - myūtosu hen arutemisu | 31 marzo 2002     |         |
| 25 | 「ミュートス編 ミュートス、終章」 - myūtosu hen myūtosu, shūshoo | 7 aprile 2002     |         |
| 26 | 「ギルモアノート」 - girumoanooto | 21 aprile 2002    |         |
| 27 | 「小さな来訪者」 - chiisana raihoo sha | 28 aprile 2002    |         |
| 28 | 「闘いの未来（あした）」 - tatakai no mirai (ashita) | 5 maggio 2002     |         |
| 29 | 「青いけもの」 - aoi ke mo no | 12 maggio 2002    |         |
| 30 | 「未来都市（コンピュートピア）」 - mirai toshi (konpyūtopia) | 19 maggio 2002    |         |
| 31 | 「怪物島（モンスターアイランド）」 - kaibutsu too (monsutaaairando) | 26 maggio 2002    |         |
| 32 | 「機々械々」 - ki? | 2 giugno 2002     |         |
| 33 | 「結晶時間」 - kesshoo jikan | 9 giugno 2002     |         |
| 34 | 「ファラオウィルス」 - faraowirusu | 16 giugno 2002    |         |
| 35 | 「風の都」 - kaze no to | 23 giugno 2002    |         |
| 36 | 「凍る大地」 - kooru daichi | 30 giugno 2002    |         |
| 37 | 「星祭りの夜」 - hoshimatsuri no yoru | 7 luglio 2002     |         |
| 38 | 「黒い幽霊団（ブラックゴースト）」 - kuroi yūrei dan (burakku goosuto)                                                                                                   | 14 luglio 2002    |         |
| 39 | 「ミュータント戦士編 新たなる刺客」 - myūtanto senshi hen arata naru shikaku                                                                                             | 21 luglio 2002    |         |
| 40 | 「ミュータント戦士編 シンクロワープ－同調跳躍－」 - myūtanto senshi hen shinkuro waapu - doochoo chooyaku -                                                              | 28 luglio 2002    |         |
| 41 | 「ミュータント戦士編 悪夢の未来」 - myūtanto senshi hen akumu no mirai                                                                                                   | 4 agosto 2002     |         |
| 42 | 「ミュータント戦士編 明日へ…」 - myūtanto senshi hen ashita e? | 11 agosto 2002    |         |
| 43 | 「地下帝国ヨミ編 異変」 - chika teikoku yomi hen ihen | 18 agosto 2002    |         |
| 44 | 「地下帝国ヨミ編 バン・ボグート」 - chika teikoku yomi hen ban.bogūto | 25 agosto 2002    |         |
| 45 | 「地下帝国ヨミ編 さよなら、ドルフィン」 - chika teikoku yomi hen sayonara, dorufin                                                                                       | 1º settembre 2002 |         |
| 46 | 「地下帝国ヨミ編 地底へ！」 - chika teikoku yomi hen chitei e! | 8 settembre 2002  |         |
| 47 | 「地下帝国ヨミ編 魔神、発動」 - chika teikoku yomi hen majin, hatsudoo                                                                                                   | 15 settembre 2002 |         |
| -  | 「地下帝国ヨミ編 最終回直前スペシャル - 黄泉の群像」 - chika teikoku yomi hen saishū kai chokuzen supesharu - yomi no gunzoo                                             | 22 settembre 2002 |         |
| 48 | 「地上（ここ）より永遠（とわ）に - When You Wish Upon A shooting star...」 - chijoo (koko) yori eien (towa) ni - When Yō Wish Upon A shooting star...                    | 29 settembre 2002 |         |
| 49 | 「完結編～序章～ Conclusion GOD'S WAR - 第一幕 女神の陰謀（はかりごと）」 - kanketsu hen ～joshoo～ Conclusion GOD ' S WAR - dai hitomaku megami no inboo (wa kari goto) | 6 ottobre 2002    |         |
| 50 | 「完結編～序章～ Conclusion GOD'S WAR - 第二幕 光の羽音（はねおと）」 - kanketsu hen ～joshoo～ Conclusion GOD ' S WAR - dai ni maku koo no haoto (hane oto)             | 13 ottobre 2002   |         |
| 51 | 「完結編～序章～ Conclusion GOD'S WAR - 終幕 宇宙（そら）の産声」 - kanketsu hen ～joshoo～ Conclusion GOD ' S WAR - shūmaku uchū (sora) no ubugoe                       | - non trasmesso - |         |